# Улица Николая Кравченко
Улица Вильгельма Котарбинского — улица в Шевченковском районе города Киева, местность Лукьяновка. Пролегает от улицы Сечевых Стрельцов до улицы Шолуденко.
Присоединяется Дмитровская улица.

## История
Улица была проложена в период между 1838 и 1849 годами под названием Борщаговская (как часть дороги в Борщаговку на юго-западной окраине Киева).
В 1902 году получила название Скобелевская улица, в честь героя русско-турецкой войны 1877—1878 годов генерала Михаила Скобелева (1843—1882).
С 1928 года называлась улица Николая Кравченко, в честь Николая Кравченко (1886—1918) — большевика, участника Январского восстания 1918 года (название подтверждено в 1944 году).
Во время немецкой оккупации называлась улица Лазаревского (в честь историка А. Лазаревского).
Современное название в честь киевского художника польского происхождения, одного из авторов росписей Владимирского собора Вильгельма Котарбинского — с 2016 года.